# Данієль Ольбрихський

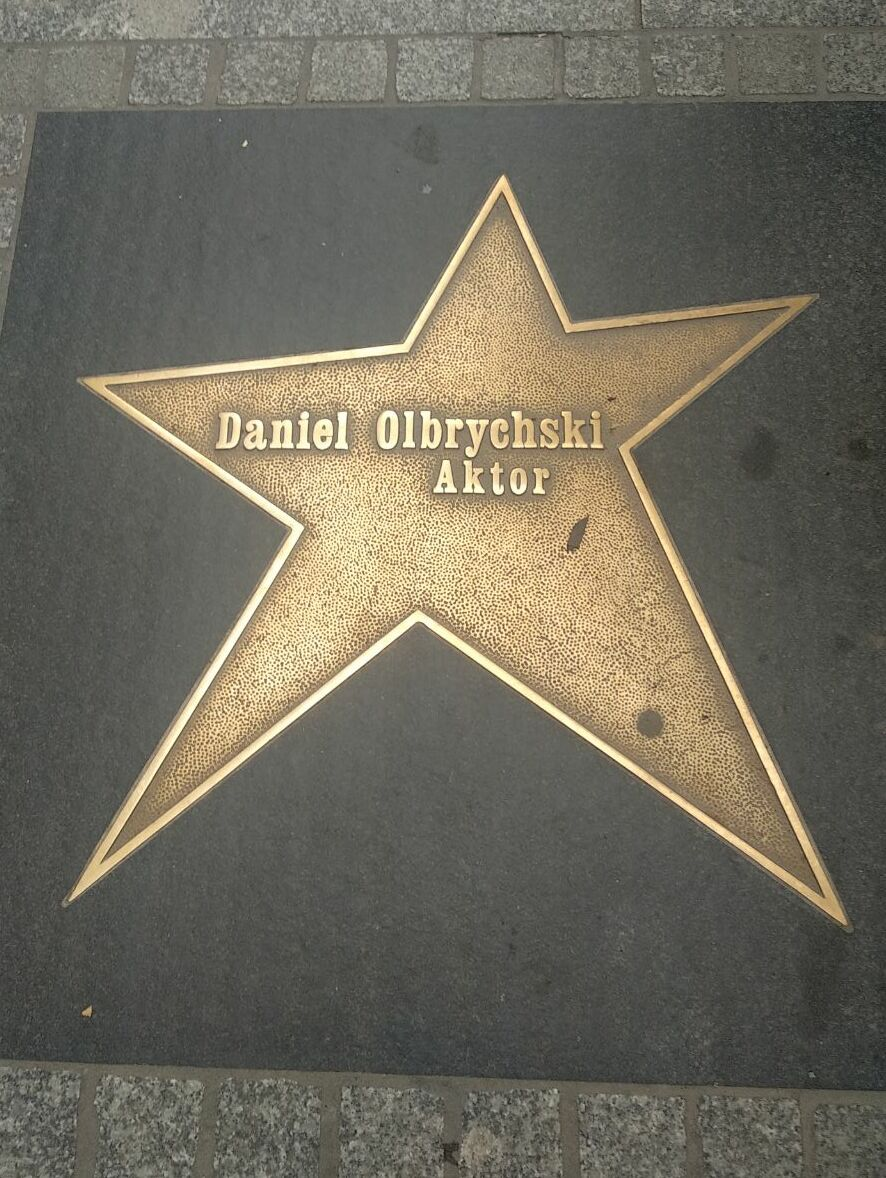

Да́нієль Мáрцель Ольбри́хський (пол. Daniel Marcel Olbrychski; нар. 27 лютого 1945, Лович, Польща) — польський актор театру і кіно, письменник.

## Біографія
Данієль Ольбрихський народився у польському місті Лович, що у Лодзинському воєводстві. Його батько Францішек Ольбрихський (1905—1981) був журналістом, мати Клементина Солонович-Ольбрихська (1909—1995) — викладачка польської і французької мов у ліцеї, письменниця. Данієль виріс у рідному містечку матері Дорогочин. Коли йому виповнилося 11 років, мати переїхала з ним і його старшим братом Кшиштофом до Варшави. У передостанньому класі ліцею імені Стефана Баторія Данієль почав виступати в телевізійній «Поетичній студії», де здобув перший досвід акторської гри. Закінчивши ліцей 1963 року, Данієль вступив у Державну Вищу театральну школу у Варшаві (зараз — Театральна академія імені Александра Зельверовича) і вже на першому курсі, 1964 року, дебютував у фільмі Януша Насфетера «Поранений у лісі».

## Кар'єра
Слава прийшла до Данієля Ольбрихського 1965 року після ролі Рафала Ольбромського, яку він виконав у фільмі Анджея Вайди «Попіл». Починаючи з цього фільму Ольбрихський знімався майже в усіх стрічках Вайди, ставши його улюбленим актором. У стрічці «Усе на продаж» (1968) Данієль зіграв знаменитого польського актора Збігнєва Цибульського, котрий трагічно загинув двома роками раніше; у «Пейзажі після битви» (1969) Ольбрихський зіграв молодого поета, який після концтабору не може повернутися до нормального життя.
Данієль Ольбрихський також зіграв у Кшиштофа Зануссі у фільмі «Структура кристалу» (1968), у костюмній драмі «Графиня Коссель» (1968) Іржі Антчака. Величку популярність Данієлю Ольбрихському принесли ролі у фільмах Єжи Гоффмана, який екранізував польську літературну класику — трилогію Генрика Сенкевича. Актор зіграв у всіх фільмах трилогії: «Пан Володийовський» (1969), «Потоп» 1974) та «Вогнем і мечем» (1999).

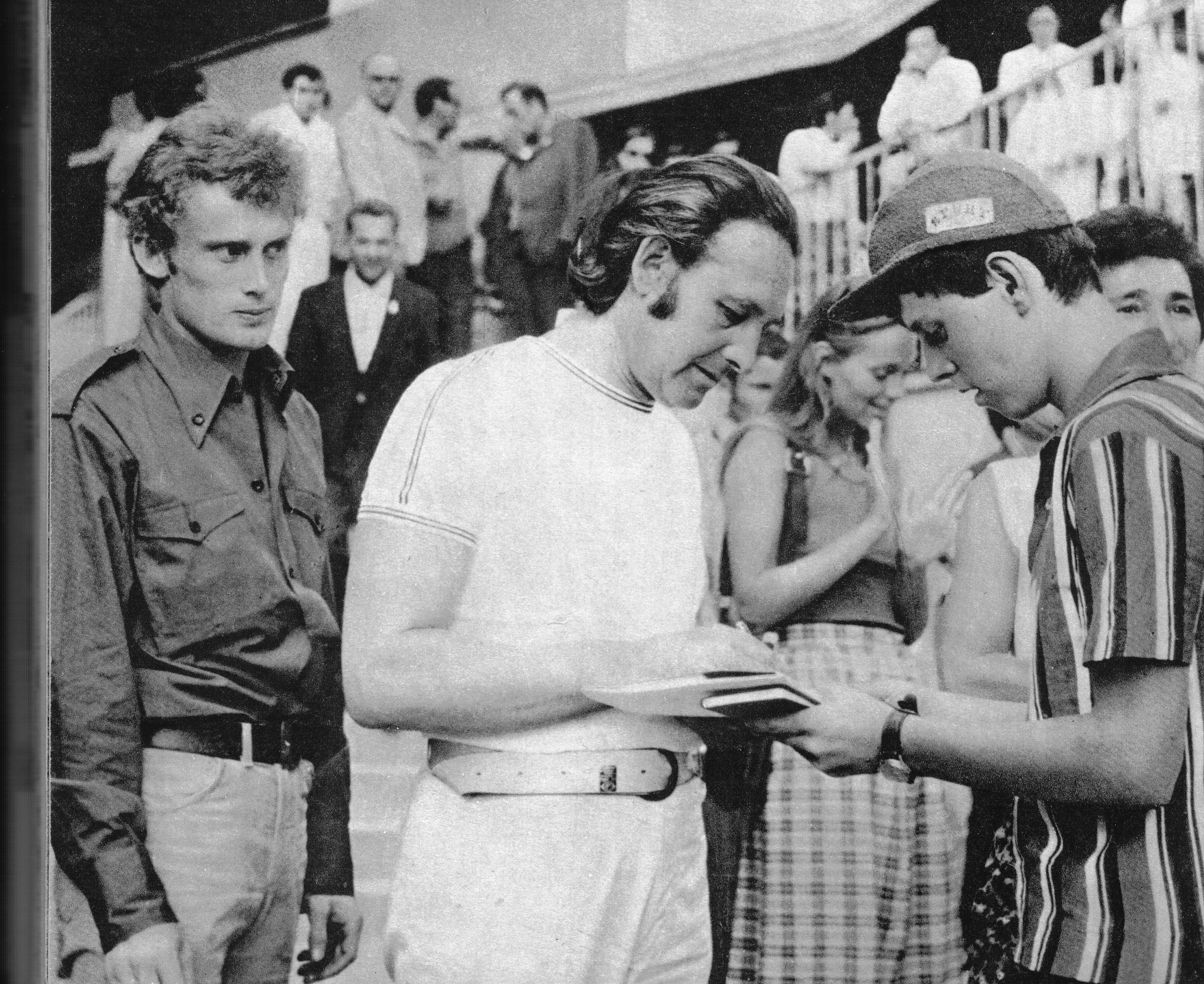
Данієль Ольбрихський з Анджеєм Вайдою, 1973 рік

Упродовж усієї своєї кар'єри Данієль Ольбрихський активно знімався за межами Польщі. На початку 1970-х він працював з угорським режисером Міклошем Янчо (фільми «Агнець божий» та «Пацифістка»). У 1980-х знімався у кінематографістів Західної Європи: «Бляшаний барабан» Фолькера Шльондорфа за його участю здобув 1979 року Оскара та Золоту пальмову гілку Каннського кінофестивалю. Міжнародної популярності акторові додали ролі у фільмах Клода Лелуша «Болеро» («Одні та інші») та Рішара Дембо «Діагональ слона», де його партнером був Мішель Пікколі. 1988 року Ольбрихський знявся у Голлівуді у «Нестерпній легкості буття» Філіпа Кауфмана за романом Мілана Кундери та зіграв роль радянського агента в одному з хітових проектів 2010 року — шпигунському трилері «Солт».
Наприкінці 1900-х — першій половині 2000-х Данієль Ольбрихський активно співпрацював з російськими режисерами: 1999 року знявся в ролі Копновського у фільмі Микити Михалкова «Сибірський цирульник»; 2003 року зіграв у спільній драмі Марека Новицького та Олександра Свєтлова «Брейк-пойнт»; 2005 року він з'явився у блокбастері «Турецький гамбіт». Знявся також у російському серіалі «Загибель імперії» (2005) та у спільній стрічці Кшиштофа Зануссі і Микити Михалкова «Персона нон грата» (2005).
Окрім кіно Данієль Ольбрихський чимало працював у театрі. Серед його найпомітніших театральних робіт ролі у «Гамлеті» Адама Ханушкевича, «Макбеті» Кшиштофа Назара, «Отелло» Анджея Хшановського та «Королі Лірі» Андрія Кончаловського.

## Особисте життя
Данієль Ольбрихський з молодих років займається боксом. Тричі був одружений. 1971 року, від першого шлюбу з акторкою Монікою Дзенісевич, у нього народився син Рафал, який має двох дітей, — Антося і Кубу. Другою дружиною Данієля була Зузанні Лапицька, донька відомого польського актора Анджея Лапицького. Вони мають доньку Вероніку (нар. 1982). З 23 жовтня 2003 року був одружений з театрознавцем Кристіною Демською, яка також була його менеджером.
1988 року німецька акторка Барбара Зукова народила Данієлеві Ольбрихському сина Віктора, який мешкає у Нью-Йорку.
Данієль Ольбрихський був почесним членом комітету підтримки Броніслава Коморовського на президентських виборах у Польщі 2015 року.

## Данієль Ольбрихський і Україна
Навесні 2014 року на знак протесту проти анексії Криму Росією, Данієль Ольбрихський відмовився виступити на сцені московського Польського театру, де мав грати одну з головних ролей у виставі «Викрадення Європи». У листі до російського режисера Євгена Лавренчука, оприлюдненому 20 березня у польській Gazeta Wyborcza, актор зазначив: «Прекрасна мова Пушкіна, Толстого, Чехова і моїх друзів Окуджави та Висоцького, якою я репетирував чудову п'єсу, зараз уже асоціюється з агресивною військовою риторикою пана Путіна. З подивом і глибоким сумом я дивився, як представники російського народу — ваш парламент — стоячи й оваціями схвалюють акт агресії».
У червні 2014 року Данієль Ольбрихський був одним із всесвітньо відомих кінематографістів, які підписали лист-звернення до президента Росії Володимира Путіна на захист Олега Сенцова, в якому вони просили гарантувати безпеку Сенцова, а також провести об'єктивне і неупереджене розслідування його справи. 19 серпня 2015, напередодні поновлення процесу над Сенцовим, Ольбрихський також був одним із членів Європейської кіноакадемії, котрі підписалися під листом на адресу президента Росії, голови Держдуми, директора ФСБ, міністра внутрішніх справ і генерального прокурора Росії, в якому закли́кали скасувати звинувачення проти Сенцова і звільнити й реабілітувати його.

## Фільмографія (вибіркова)
За час своє акторської кар'єри Данієль Ольбрихський зіграв ролі у понад 150-ти кіно- телефільмах та серіалах.
| Рік  | Українська назва                     | Оригінальна назва                            | Роль                                           |
| ---- | ------------------------------------ | -------------------------------------------- | ---------------------------------------------- |
| 1965 | Попіл                                | Popioły                                      | Рафал Ольбромський                             |
| 1965 | Потім настане тиша                   | Potem nastapi cisza                          | підпоручик Олевич                              |
| 1966 | Шлюб з розрахунку                    | Małżeństwo z rozsądku                        | Анджей                                         |
| 1968 | Структура кристалу                   |                                              | камео (в титрах відсутній)                     |
| 1968 | Графиня Коссель                      | Hrabina Cosel                                | Карл XII                                       |
| 1969 | Визволення                           | Освобождение                                 | Генрік                                         |
| 1969 | Полювання на мух                     | Polowanie na muchy                           | скульптор                                      |
| 1969 | Усе на продаж                        | Wszystko na sprzedaż                         | камео                                          |
| 1969 | Пан Володийовський                   | Pan Wolodyjowski                             | Азья                                           |
| 1969 | Пейзаж після битви                   | Krajobraz po bitwie                          | Тадеуш                                         |
| 1969 | Сіль чорної землі                    | Sól ziemi czarnej                            | лейтенант Стефан Совінський                    |
| 1970 | Березняк                             | Brzezina                                     | Болеслав                                       |
| 1970 | Сімейне життя                        | Zycie rodzinne                               | Віт                                            |
| 1970 | Пацифістка                           | La pacifista                                 | іноземець                                      |
| 1970 | Агнець божий                         | Egy Barany                                   | солдат                                         |
| 1972 | Пілат та інші                        | Pilatus und andere — Ein Film für Karfreitag | Левій Матвій                                   |
| 1973 | Весілля                              | Wesele                                       | наречений                                      |
| 1974 | Земля обітована                      | Ziemia obiecana                              | Кароль Боровецький                             |
| 1974 | Потоп                                | Potop                                        | Анджей Кміциць                                 |
| 1976 | Дагні                                | Dagny                                        | Станіслав Пшибишевський                        |
| 1979 | Бляшаний барабан                     | Die Blechtrommel                             | Ян Бронський                                   |
| 1979 | Панночки з Вілько                    | Panny z Wilka                                | Віктор                                         |
| 1981 | Болеро                               | Les uns et les autres                        | Карл Кремер                                    |
| 1982 | Форель                               | La truite                                    | Сен-Жені                                       |
| 1983 | Кохання у Німеччині                  | Eine Liebe in Deutschland                    | Вікторчик                                      |
| 1984 | Діагональ слона                      | La diagonale du fou                          | Так-Так                                        |
| 1985 | Роза Люксембург                      | Rosa Luxemburg                               | Лео Йогіхес                                    |
| 1988 | Нестерпна легкість буття             | The Unbearable Lightness Of Being            | представник МВС                                |
| 1986 | Га, га. Слава героям                 | Ga, ga. Chwala bohaterom                     | Скоп                                           |
| 1988 | Декалог                              | Dekalog                                      | Януш                                           |
| 1988 | Секрет Сахари                        | El Secreto del Sahara                        | Харед                                          |
| 1989 | Червоний оркестр                     | L'Orchestre rouge                            | Карл Гірінг                                    |
| 1991 | Метелики                             |                                              | «Внук»                                         |
| 1992 | Короткий подих кохання               |                                              | лікар                                          |
| 1992 | Я — Іван, ти — Абрам                 |                                              | Степан                                         |
| 1993 | Черговість почуттів                  | Kolejność uczuć                              | Рафал Наврот                                   |
| 1993 | І в замку радість я знайду           | Dinozavris kvertskhi                         |                                                |
| 1999 | Вогнем і мечем                       | Ogniem i mieczem                             | Тугай-бей                                      |
| 1999 | Сибірський цирульник                 | Сибиский цирюльник                           | Копновський                                    |
| 2000 | Пан Тадеуш                           | Pan Tadeusz                                  | Гервазій                                       |
| 2001 | Відьмак                              | Wiedźmin                                     | Філавандрель, король ельфів                    |
| 2002 | Помста                               | Zemsta                                       | Динда                                          |
| 2003 | Давня легенда. Коли сонце було богом | Stara baśń: Kiedy słońce było bogiem         | Пястун                                         |
| 2004 | Брейк—Пойнт                          | Break Point                                  | актор                                          |
| 2004 | Міледі                               | Milady                                       | лорд Вінтер                                    |
| 2005 | Турецький гамбіт                     | Турецкий гамбит                              | Маклафлін                                      |
| 2005 | Загибель імперії                     | Гибель империи                               | Штромбах                                       |
| 2005 | Невловимий                           | Anthony Zimmer                               | Насаєв                                         |
| 2005 | Персона нон грата                    | Persona non grata                            | замміністра закордонних справ Польщі           |
| 2007 | Ніцше в Росії                        | Ницше в России                               | Ніцше                                          |
| 2008 | Чоловік та його собака               | Un homme et son chien                        | таксист                                        |
| 2008 | Час честі                            | Czas honoru                                  | лікар                                          |
| 2009 | Ідеальний хлопець для моєї дівчини   | Idealny facet dla mojej dziewczyny           | доктор Гебауер / педикюрник / панотець Граціан |
| 2009 | Повторний візит                      | Rewizyta                                     | Віт                                            |
| 2010 | Солт                                 | Salt                                         | Орлов, російський перебіжчик                   |
| 2010 | Не залишай мене                      | Nie opuszczaj mnie                           | Бадецкий «Юпітер»                              |
| 2010 | Однокласники                         | Одноклассники                                | польський аристократ, що втік на Гоа           |
| 2011 | Варшавська битва. 1920               | 1920 Bitwa Warszawska                        | Юзеф Пілсудський                               |
| 2012 | Ганс Клосс: Ставка більша за смерть  | Hans Kloss. Stawka wieksza niz smierc        | оберфюрер Гюнтер Вернер                        |
| 2012 | Комісар Алекс                        | Komisarz Alex                                | Густав Майєр                                   |
| 2013 | Легенда №17                          | Легенда № 17                                 | менеджер НХЛ Януш Петеліцький                  |
| 2014 | Пасажир з Сан-Франциско              | Пассажир из Сан-Франциско                    | професор Штейман                               |
| 2016 | Марія Кюрі (фільм)                   | Marie Curie                                  | Еміль Амага                                    |
| 2018 | Сувенір з Одеси                      | Сувенір з Одеси                              | Матвій у зрілому віці                          |

## Визнання

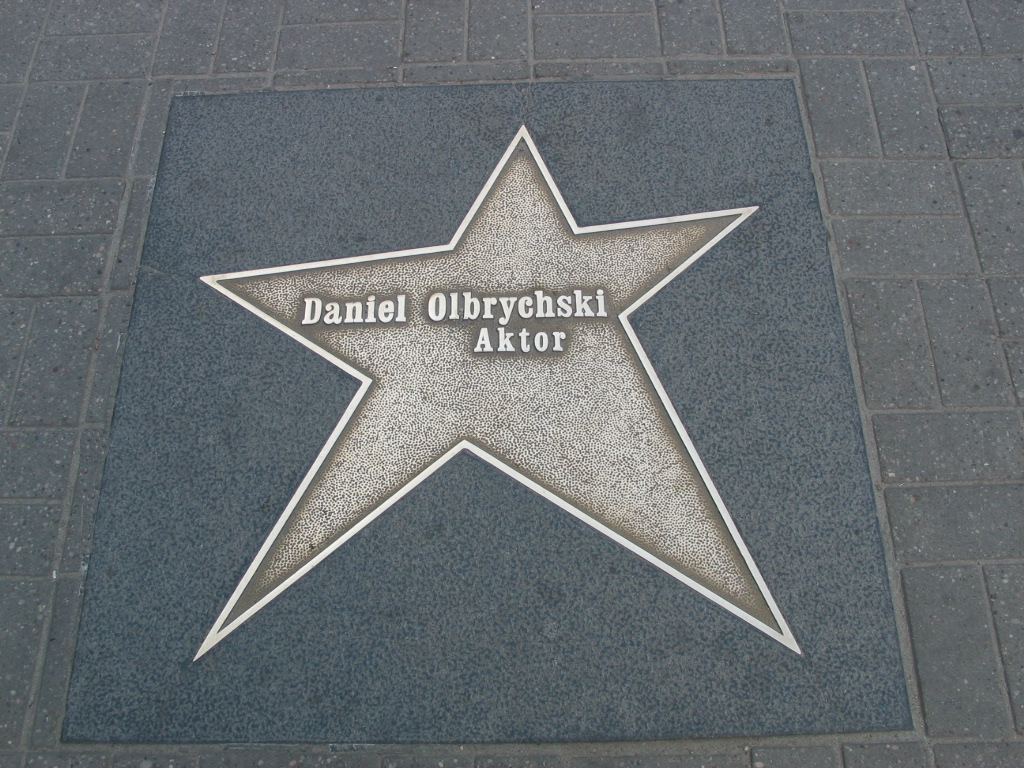
Зірка Д Ольбрихського на Алеї зірок у Лодзі

| Рік                                   | Категорія                     | Фільм                | Результат |
| ------------------------------------- | ----------------------------- | -------------------- | --------- |
| Московський міжнародний кінофестиваль |                               |                      |           |
| 1971                                  | Найкращий актор               | Березняк             | Перемога  |
| 2007                                  | Приз Станіславського          | Приз Станіславського | Перемога  |
| Польський кінофестиваль               |                               |                      |           |
| 1974                                  | Найкращий актор               | Потоп                | Перемога  |
| Німецька кінопремія                   |                               |                      |           |
| 1986                                  | Найкращий актор другого плану | Роза Люксембург      | Номінація |
| Польська кінопремія Орли              |                               |                      |           |
| 2003                                  | Найкращий актор другого плану | Помста               | Номінація |